# Holling

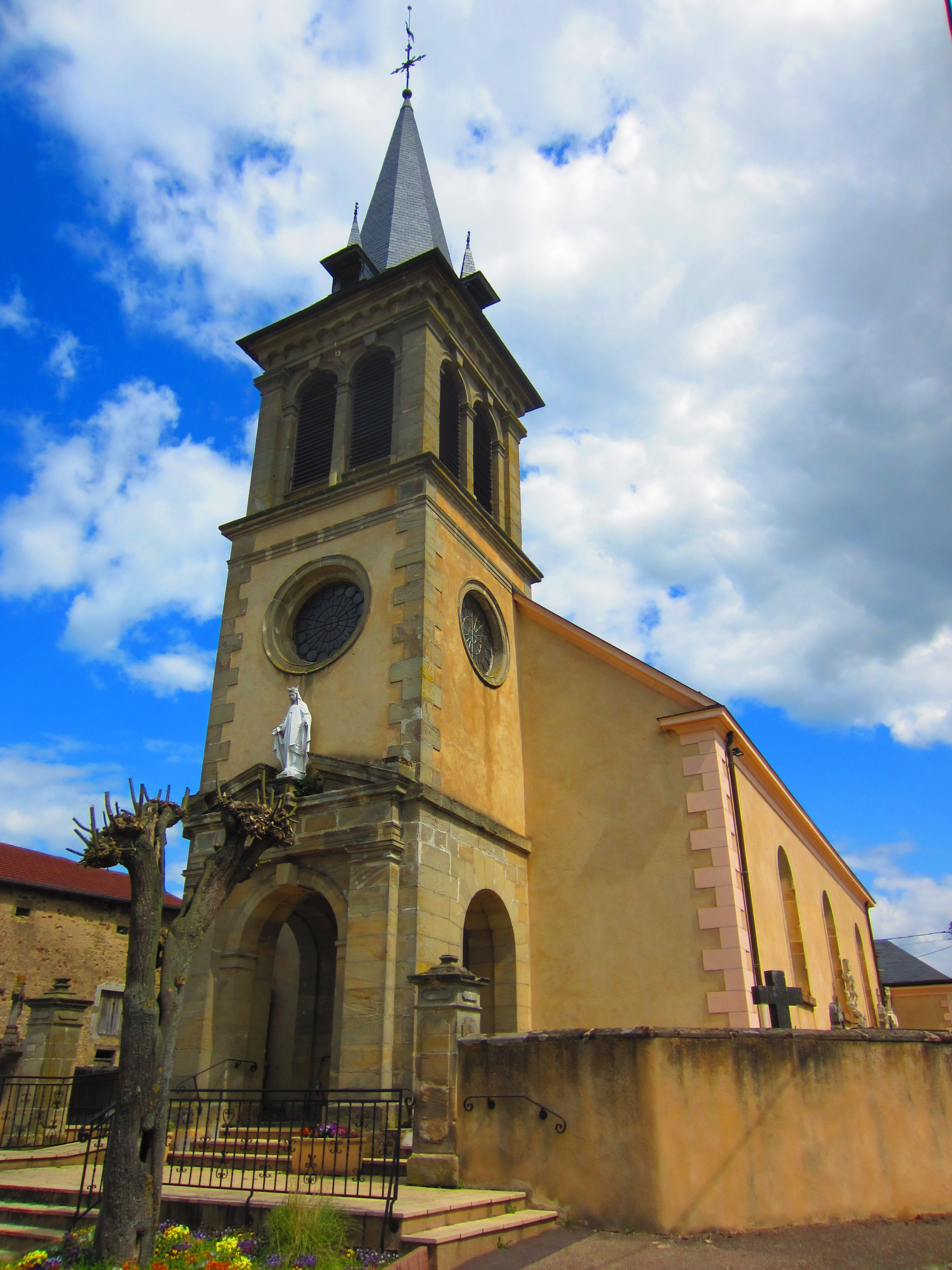
Kirche St. Hubert

Holling (deutsch Hollingen, lothringisch Holléngen) ist eine französische Gemeinde mit 443 Einwohnern (Stand 1. Januar 2022) im Département Moselle in der Region Grand Est (bis 2015 Lothringen). Sie gehört zum Arrondissement Forbach-Boulay-Moselle.

## Geographie
Der Ort  liegt in Lothringen am rechten Ufer der Nied nahe der Grenze zum Saarland, etwa 35 Kilometer nordöstlich von Metz, zehn Kilometer nördlich von Boulay-Moselle (Bolchen) und zwölf Kilometer westlich der saarländischen Gemeinde Überherrn.

## Geschichte
Der Ort wurde erstmals 1196 als Hulingen erwähnt, dann als Holdange  (1260), Holdingen (15. Jahrhundert), Hollingen (1594) und Holingen (1681). Die Ortschaft gehörte früher zum Herzogtum Lothringen im Heiligen Römischen Reich.
Durch den Frankfurter Frieden vom 10. Mai 1871 kam das Gebiet an das deutsche Reichsland Elsaß-Lothringen, und das Dorf wurde dem Kreis Bolchen im Bezirk Lothringen zugeordnet. Die Dorfbewohner betrieben Getreide- und Tabakbau sowie Viehzucht; auf der Gemarkung gab es einen Sandstein- und Gipsbruch.
Nach dem Ersten Weltkrieg musste die Region aufgrund der Bestimmungen des Versailler Vertrags 1919 an Frankreich abgetreten werden. Im Zweiten Weltkrieg war die Region von der deutschen Wehrmacht besetzt.

### Bevölkerungsentwicklung
| Jahr      | 1968 | 1975 | 1982 | 1990 | 1999 | 2008 | 2019 |
| Einwohner | 233  | 243  | 254  | 277  | 307  | 368  | 433  |

## Sehenswürdigkeiten
- Kirche St. Hubert von 1765